# Go-Bundesliga
Die Go-Bundesliga ist die deutsche Mannschaftsmeisterschaft für das Spiel Go. Sie wird jährlich vom Deutschen Go-Bund veranstaltet und ist derzeit in fünf Ligen aufgeteilt, die teilweise mehrgliedrig sind.
Der Gewinner der 1. Liga ist seit 2006 offiziell Deutscher Mannschaftsmeister.
Die Mannschaftskämpfe finden überwiegend über das Internet auf dem Go-Server KGS im Raum „Deutsche Ecke“, aber auch auf Pandanet statt. Die Mannschaften benennen sich jeweils nach einem Ort in Deutschland.
Jede Mannschaft tritt mit vier Spielern an. Typischerweise finden die neun Spieltage im monatlichen Turnus statt. In der Saison 2018–2019 nahmen 73 Mannschaften teil.
Die Liste der Erstplatzierten (und damit ab Saison 2005–2006 auch Deutschen Go-Mannschaftsmeister):
| Saison    | Meister                             |
| --------- | ----------------------------------- |
| 2004–2005 | Karlsruhe                           |
| 2005–2006 | Hamburg-Hebsacker                   |
| 2006–2007 | Karlsruhe                           |
| 2007–2008 | Karlsruhe                           |
| 2008–2009 | Karlsruhe                           |
| 2009–2010 | Karlsruhe                           |
| 2010–2011 | Hamburg-Hebsacker                   |
| 2011–2012 | Hamburg-Hebsacker                   |
| 2012–2013 | Berliner Zebrapinguine 1            |
| 2013–2014 | Berliner Zebrapinguine 1            |
| 2014–2015 | HH-Pauli                            |
| 2015–2016 | Hamburg-Hebsacker                   |
| 2016–2017 | Igoist Berlin                       |
| 2017–2018 | Berliner Zebrapinguine 1            |
| 2018–2019 | ai-sensei Zebrapinguine Berlin      |
| 2019–2020 | Hamburg-Pauli                       |
| 2020–2021 | Karlsruhe                           |
| 2021–2022 | Darmstädter Elche                   |
| 2022–2023 | JIGS (Jena International Go School) |

Die Spitzenpartie der Saison 2023/24 war der knappe Sieg des amtierenden Europameisters Kravets Andrii (Ukraine, seit 2021 in Jena) gegen den amtierenden deutschen Meister Benjamin Teuber (Bremen).